# Салициловая кислота
Салици́ловая кислота́ (от лат. salix «ива», из коры которой она была впервые выделена) — низкомолекулярное органическое соединение, 2-гидроксибензойная или фенольная кислота. Бесцветные кристаллы, хорошо растворима в этаноле, диэтиловом эфире и других полярных органических растворителях, плохо растворима в воде (1,8 г/л при +20 °C).
Выделена из ивовой коры итальянским химиком Рафаэлем Пириа и затем синтезирована им же.

## Распространение в природе
В природе встречается в растениях в виде производных — главным образом в виде гликозида метилового эфира (в частности, салициловая кислота была впервые выделена из коры ивы, откуда и происходит название), свободная салициловая кислота наряду с салициловым альдегидом в небольших количествах содержится в эфирном масле, выделяемых из цветов некоторых видов спиреи (Spiraea ulmaria, Spiraea digitata).

## Синтез
Салициловую кислоту получают по реакции Кольбе — Шмитта из фенолята натрия и углекислого газа в автоклавах при 180 °С с последующей обработкой продукта реакции соляной кислотой:
{\displaystyle {\mathsf {C_{6}H_{5}ONa+CO_{2}\ \xrightarrow {180^{o}C} \ C_{6}H_{4}(OH)COONa}}}
{\displaystyle {\mathsf {C_{6}H_{4}(OH)COONa+HCl\ \xrightarrow {} \ C_{6}H_{4}(OH)COOH+NaCl}}}

## Физические свойства
Салициловая кислота легкорастворима в этаноле, диэтиловом эфире, малорастворима в сероуглероде. Растворимость в воде (г/л): 1,2 (0 °C), 1,8 (20 °C), 8,2 (60 °C), 20,5 (80 °C).

## Химические свойства
Является двухосновной кислотой (очень слабой по второй ступени): pK1 = 2,97 pK2 = 13.82.
Реакционная способность бензольного ядра салициловой кислоты определяется наличием двух заместителей с противоположными мезомерным и индуктивным эффектами: донорной гидроксильной и акцепторной карбоксильной: в результате салициловая кислота значительно легче бензойной, но не так активно, как фенол, вступает в реакции электрофильного замещения вследствие стабилизации промежуточного σ-комплекса гидроксильной группой.
Электрофильное замещение направляется в орто- и пара-положения к гидроксилу и зачастую сопровождается декарбоксилированием: так, нитрование салициловой кислоты приводит к пикриновой кислоте (2,4,6-тринитрофенолу), а бромирование — к 2,4,6-трибромфенолу, хотя сульфирование олеумом идёт без декарбоксилирования и даёт сульфосалициловую (2-гидрокси-5-сульфобензойную) кислоту.
При нагревании до 200-230С° салициловая кислота декарбоксилируется до фенола.
{\displaystyle {\ce {C6H4OHCOOH ->[t] C6H5OH + CO2}}}
В промышленности салициловую кислоту обычно получают обратной реакцией — карбоксилированием фенолята натрия углекислым газом при 150—180 °C и давлении 5 атм (реакция Кольбе — Шмитта):
Следует обратить внимание, что такое карбоксилирование фенола, во-первых обратимо и, во-вторых, существенную роль в карбоксилировании в орто-положение к фенольному гидроксилу играет эффект взаимодействия координационной связи катиона щелочного металла с кислородными лигандами с образованием хелатообразного промежуточного состояния: так, в орто-положение с образованием салицилата карбоксилирование происходит только в случае фенолятов натрия и лития, в случае фенолятов калия, рубидия и цезия карбоксилирование идёт по пара-положению — катионы этих щелочных металлов имеют больший радиус и координационная стабилизация переходного состояния невозможна. Об обратимости реакции говорит также перегруппировка дикалиевой соли салициловой кислоты в дикалиевую соль пара-гидроксибензойной кислоты и превращение натриевой соли пара-гидроксибензойной кислоты при нагревании в динатриевую соль салициловой кислоты.
Такое хелатообразование характерно для салициловой кислоты — так, качественный метод обнаружения салициловой кислоты основан на образовании интенсивно окрашенных в сине-фиолетовый цвет комплексов с хлоридом железа(III).
Каталитическое гидрирование на платине, а также восстановление натрием в изоамиловом спирте ведёт к пимелиновой кислоте HOOC(CH2)5COOH.

### Салицилаты
Салициловая кислота образует соли — салицилаты. Некоторые представители:
- Натрия салицилат
- Салицилат аммония

## Физиологическая роль и действие салицилатов

### Действие на человека и животных
Салициловая кислота и салицилаты, а также её сложные эфиры (метилсалицилат) и другие синтетические производные салициловой кислоты (например, ацетилсалициловая кислота — аспирин), обладают выраженным противовоспалительным действием.

### Гормон растений
Показано действие салициловой кислоты как фитогормона. Салициловая кислота вызывает повышение температуры в отдельных органах термогенных растений (в частности, у некоторых представителей семейства Ароидных). Это происходит по причине разрыва транспорта электронов в митохондриальной дыхательной цепи. Активно изучается роль салициловой кислоты в развитии неспецифической реакции на стрессогенные факторы и накопление в клетках активных форм кислорода.

## Применение салициловой кислоты

### Применение в медицине

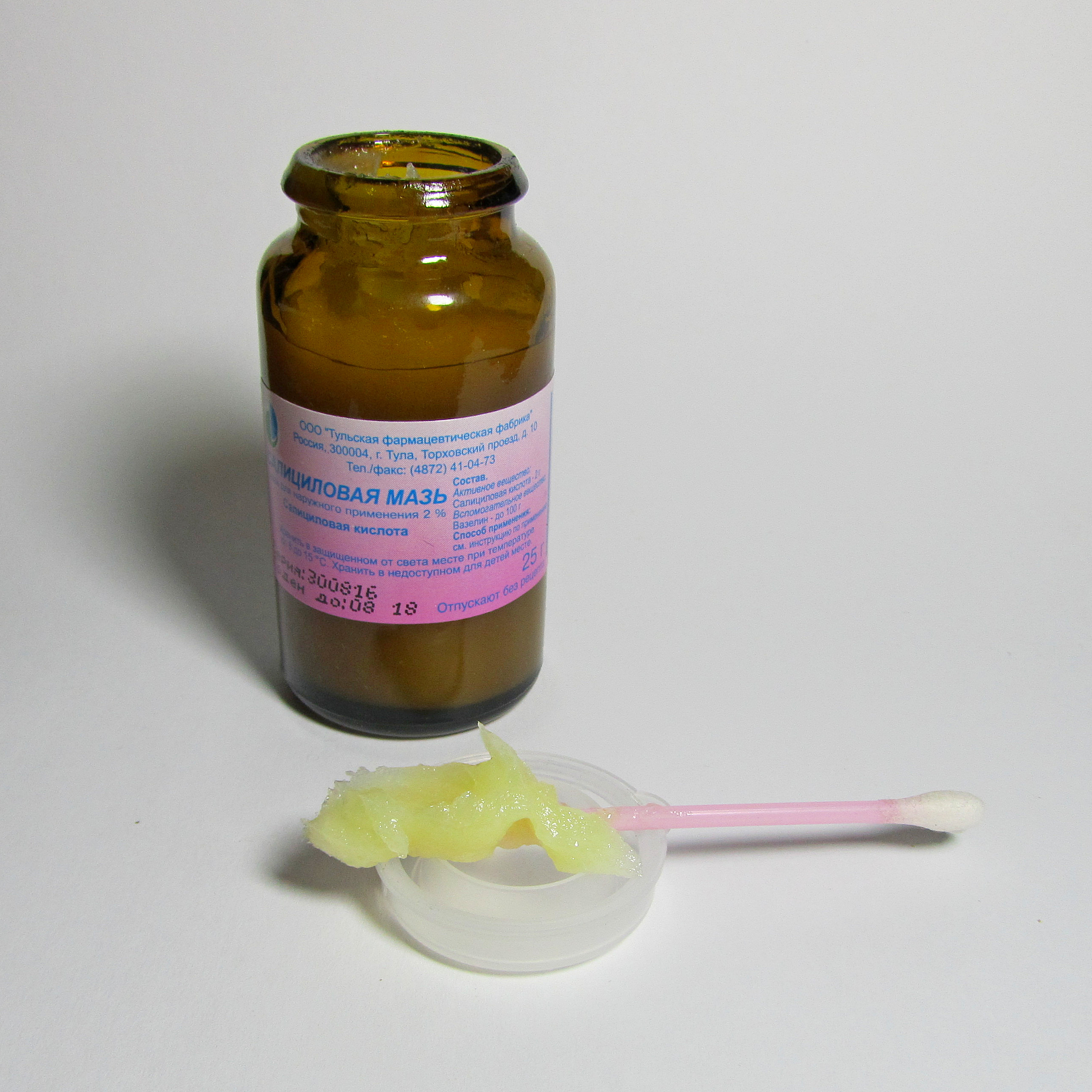
Салициловая мазь

Салициловая кислота — активный компонент ивовой коры. Ещё в XIX в. её использовали для лечения ревматизма и мочекислого диатеза, а сегодня это вещество синтезируют в больших количествах, так как оно служит основой для производства многих лекарств.
Салициловая кислота обладает слабыми антисептическими, раздражающими и кератолитическими (в больших концентрациях) свойствами и применяется в медицине наружно в мазях и растворах при лечении кожных заболеваний; входит в состав пасты Лассара, присыпки «гальманин», препаратов «мозольная жидкость» и «мозольный пластырь». В аптечной сети продаётся в таких лекарственных формах, как спиртовой раствор для наружного применения, известный в народе как «салициловый спирт» (с содержанием салициловой кислоты 1 или 2 %) и мазь (2-, 3-, 5- и 10-процентная).
Производные салициловой кислоты также применяются в медицине: амид (салициламид) и уксуснокислый эфир (ацетилсалициловая кислота) используют как жаропонижающие, противоревматические, противовоспалительные и болеутоляющие средства; фенилсалицилат — как антисептик; пара-аминосалициловую кислоту (структурно близкую с пара-аминобензойной кислотой, необходимой туберкулезным микобактериям, и поэтому метаболически конкурирующую с ней) — как специфическое противотуберкулёзное средство.

### Другие сферы применения
- Благодаря антисептическому действию салициловую кислоту используют при консервировании пищевых продуктов;[2]
- Производство азокрасителей, душистых веществ (сложных эфиров салициловой кислоты);
- Колориметрическое определение Fe и Cu для отделения тория от других элементов.

## Токсические свойства и требования безопасности
Салициловая кислота токсична в больших дозах, для человека предполагаемая LD50 составляет 1,75 г/кг. Беременным советуют не употреблять продуктов, содержащих салицилаты, из-за повышения риска развития синдрома Рея.
В организме человека салициловая кислота метаболизируется, образуя конъюгаты с глюкуроновой кислотой (о-гидроксибензоилглюкуронид и о-карбоксифенилглюкуронид) и глицином, либо путём гидроксилирования до 2,3- и 2,5-дигидроксибензойной и 2,3,5-тригидроксибензойной кислот. Салициловая кислота и её метаболиты выводятся из организма с мочой.